# Rivonia
Rivonia ist ein Stadtteil in Sandton der Metropolgemeinde City of Johannesburg in Südafrika.

## Geographie
Rivonia liegt etwa 15 Kilometer nördlich des Johannesburger Zentrums. Er gehört zu Sandton, das die Johannesburger Region 3 bildet. Es zählt sowohl als Geschäftszentrum als auch als Wohnsiedlung zu den wohlhabendsten Gebieten der Stadt. Rivonia beinhaltet die früheren Townships Edenburg, Edenburg Extension sowie 19 weitere Extensions mit den Bezeichnungen Rivonia 1 bis Rivonia 25. 2011 hatte Rivonia 1295 Einwohner.

## Geschichte
Im Gebiet Rivonias liegt die Liliesleaf Farm (deutsch: Lilienblatt-Farm), die Anfang der 1960er Jahre fast zwei Jahre lang dem damals verbotenen African National Congress (ANC) und seinem bewaffneten Arm Umkhonto we Sizwe als Hauptquartier diente. Da das Gebiet damals den Weißen vorbehalten war, traten die „weißen“ Anwälte Arthur Goldreich und Harold Wolpe als Besitzer auf, die schwarzen ANC-Mitglieder teilweise als ihre Bediensteten. Am 11. Juli 1963 wurden dort sieben führende Widerstandskämpfer festgenommen. Der anschließende Prozess, der in Pretoria stattfand, wurde als Rivonia-Prozess bekannt. Der Hauptangeklagte, Nelson Mandela, war allerdings nicht in Rivonia verhaftet worden, sondern bereits zuvor an einem anderen Ort.
Rivonia wurde 1969 zusammen mit den Stadtteilen Bryanston, Sandown und Morningside Teil von Sandton, dessen Name ein Kofferwort aus Sandown und Bryanston ist.
Im Zuge der Verstädterung des Gebiets und des Baus von Schnellstraßen wurden Teile des ursprünglichen Dorfs Rivonia abgerissen. Die Liliesleaf Farm, nun in einer urbanen Umgebung, wurde nach dem Ende der Apartheid renoviert und um ein Museum ergänzt und kann seit 2008 besichtigt werden.

## Wirtschaft
In Rivonia siedelten sich zahlreiche Firmen des IT-Bereiches an, darunter die Niederlassung von Hewlett-Packard für das Südliche Afrika. Rivonia Boulevard ist eine belebte Geschäftsstraße mit Einkaufszentren.